# Rodzina Addamsów (film 2019)
Rodzina Addamsów (ang. The Addams Family) – amerykański film animowany z 2019 roku w reżyserii Conrada Vernona i Grega Tiernana, powstały na podstawie komiksu Charlesa Addamsa. Wyprodukowany przez wytwórnie Universal Pictures i United Artists Releasing. Film wykonany techniką trójwymiarową.
Premiera filmu odbyła się 11 października 2019 w Stanach Zjednoczonych. Dwa tygodnie później, 25 października, obraz trafił do kin na terenie Polski.

## Fabuła
Gomez i Morticia Addamsowie wraz z dziećmi Pugsleyem i Wednesday oraz pozostałymi członkami klanu po przeprowadzce do New Jersey muszą stawić czoło wyzwaniom XXI wieku oraz wścibskiej i chciwej prezenterce telewizyjnej Margaux Needler, która zajmuje się dekoracją wnętrz. Kobieta pragnie przemienić okolicę w rodzaj parku tematycznego. Ponadto arystokratyczny klan czeka wielka rodzinna uroczystość.

## Obsada
| Rola                       | Aktor              | Polski dubbing         |
| -------------------------- | ------------------ | ---------------------- |
| Gomez Addams               | Oscar Isaac        | Jarosław Boberek       |
| Morticia Addams z d. Frump | Charlize Theron    | Agnieszka Grochowska   |
| Wednesday Addams           | Chloë Grace Moretz | Aleksandra Kowalicka   |
| Pugsley Addams             | Finn Wolfhard      | Jan Cięciara           |
| Wujek Fester               | Nick Kroll         | Cezary Kwieciński      |
| Babcia Addams              | Bette Midler       | Miriam Aleksandrowicz  |
| Lurch                      | Conrad Vernon      | Adam Bauman            |
| Margaux Needler            | Allison Janney     | Małgorzata Kożuchowska |
| Parker Needler             | Elsie Fisher       | Marta Dylewska         |
| Glenn                      | Tituss Burgess     | Kamil Pruban           |
| Cioteczka Sloom            | Jenifer Lewis      | Danuta Stenka          |
| Dziadzio Frump             | Martin Short       | Waldemar Obłoza        |
| Babcia Frump               | Catherine O’Hara   | Jolanta Wołłejko       |

## Ścieżka dźwiękowa
Na ścieżce dźwiękowej z filmu znalazły się utwory „Haunted Heart” oraz „My Family”. Pierwszy wydany został na singlu, a zaśpiewała go Christina Aguilera. Piosenkę „My Family” wykonali wspólnie Migos, Snoop Dogg i Karol G.

## Odbiór

### Zysk
Z dniem 29 października 2019 film Rodzina Addamsów zarobił 74,9 milionów dolarów w Stanach Zjednoczonych i Kanadzie oraz 11,3 miliona dolarów w pozostałych państwach; łącznie 86,2 miliona dolarów.

### Krytyka
Film Rodzina Addamsów spotkał się z mieszaną reakcją krytyków. W serwisie Rotten Tomatoes 42% ze stu osiemnastu recenzji filmu jest pozytywne (średnia ocen wyniosła 5,21 na 10). Na portalu Metacritic średnia ocen z 23 recenzji wyniosła 46 punktów na 100.